# Éric Millard
 (janvier 2023).
Éric Millard est un juriste et universitaire français, professeur de droit public à l'université Paris Nanterre (ex-Paris X) depuis 2007. Il est l'auteur d'une thèse intitulée Famille et droit public. En 1996, il réussit le concours d'agrégation de l'enseignement supérieur.

## Biographie
Éric Millard est membre du Centre de théorie et Analyse du droit (UMR CNRS 7074), dont il a été précédemment directeur-adjoint, et responsable de l'équipe TheorHis. Il a également été membre du Centre de recherches critiques sur le droit. Il est professeur à l'université Paris Nanterre (ex-Paris X) depuis 2007. Préalablement, il a été professeur à la faculté Jean-Monnet de l'université Paris Sud 11 (2002-2007) où il a dirigé les masters de droit public et de théorie juridique et politique, et dont il a été directeur de la recherche, responsable de l'École doctorale et membre du conseil d'administration. Il a également été enseignant chercheur aux universités de Perpignan (1996-2002), Toulouse Le Mirail (1995-1996) et Saint-Étienne (1987-1992).
Il a été vice-président de l'université Paris-Ouest Nanterre La Défense et directeur de l'école doctorale de sciences juridiques et politiques (ED 141) de cette université. Il a dirigé dans cette université le master bilingue droit français/droits étrangers (MBDE) et le master travail politique et parlementaire.
Spécialiste reconnu de la théorie du droit en France, membre honoraire de l'Institut universitaire de France, Éric Millard a été vice-président de l'Internationale Vereinigung für Rechts- und Sozialphilosophie (de) (IVR). Il a traduit et commenté les travaux du juriste danois Alf Ross, et a consacré plusieurs études à la théorie de l'institution de Maurice Hauriou.
Tenant d'un empirisme radical, il soutient une théorie réaliste du droit que l'on peut rattacher pour l'épistémologie au positivisme juridique et pour les champs de recherche aux théories critiques. Il applique les résultats des approches théoriques qu'il défend notamment aux questions de droit de la famille et de genre, et aux questions sociales. Partisan d'une déconstruction critique de l'idéologie juridique, il prône une séparation stricte entre le connaissable et le métaphysique, et plaide pour une revalorisation du débat politique. Auteur de nombreux articles et ouvrages, il est traduit dans plusieurs langues (espagnol, italien, anglais, portugais, japonais, norvégien, russe, etc.) et délivre des conférences et des enseignements dans diverses institutions françaises (Sciences Po, Paris 1) et étrangères.

## Principaux ouvrages
- Théorie générale du droit, Dalloz, 2006 (traduction italienne Giappichelli 2009 ; espagnole université Externado de Colombie 2016).
- Famille et droit public, recherches sur la construction d'un objet juridique, préface de Jean-Arnaud Mazères et avant-propos de Marie-Anne Cohendet, LGDJ, collection Bibliothèque de droit public, 1996.
- En collaboration avec Denys de Béchillon, Véronique Champeil-Desplats, Pierre Brunet, L'architecture du droit. Mélanges en l'honneur de Michel Troper, Paris, Economica, 2006.